# Neotamias durangae
Neotamias durangae är en gnagare i familjen ekorrar som förekommer med två från varandra skilda populationer i västra och norra Mexiko. Släktet Neotamias listades en längre tid som undersläkte av släktet jordekorrar.

## Utseende
Med en absolut längd av 222 till 248 mm, inklusive en 87 till 110 mm lång svans och med en vikt omkring 75 g är arten en liten ekorre. Den har 31 till 38 mm långa bakfötter och 16 till 22 mm stora öron. Hannar är allmänt mindre än honor. Kännetecknande är fem mörka längsgående strimmor på ryggen som är avgränsad genom fyra ljusa strimmor som har en kanelbrun färg. Andra delar av kroppssidorna, nedre delen av svansen och bakbenen är ljusbruna. I delstaten Durango är arten lite större än Neotamias bulleri. Dessutom finns avvikelser i könsdelarnas morfologi. Under sommaren är ryggen tydlig mörkare än hos Neotamias bulleri.

## Utbredning och ekologi
Den västra populationen hittas från Chihuahua till Durango och den norra lever i delstaten Coahuila. Arten vistas i bergstrakter och på högplatå mellan 1950 och 2550 meter över havet. Vädret är vanligen torrt men under sommaren förekommer längre regntider. Habitatet utgörs av blandskogar med bland annat träd av tallsläktet, eksläktet, ensläktet, med Abies religiosa, Abies durangensis, amerikansk asp och douglasgran.
Neotamias durangae äter frön från barrväxter, ekollon och gröna växtdelar. Den är dagaktiv och vistas främst på marken. Exemplaren klättrar ibland i växtligheten och födan kompletteras med frukter samt blommor. Arten saknar förmåga att lagra större mängder fett i kroppen och den är beroende av gömmor med föda. Under särskild kalla veckor kan den hålla vinterdvala. Efter cirka 30 dagar dräktighet föds mellan maj och juni två till fyra ungar per kull. Honan ger di fram till augusti. Bon i träd som skapas av andra släktmedlemmar har inte observerats men de finns kanske.

## Bevarandestatus
För beståndet är inga hot kända. I bergstrakten Sierra El Carmen i delstaten Coahuila inrättades en skyddszon. IUCN listar arten som livskraftig (LC).